# Quichca Machos
Los Quichca Machos, o Quishcamachus, también conocidos como bufones andinos, son un pintoresco grupo de actores enmascarados que tiene la tarea de amenizar la fiesta del Niño Occe o fiesta de los Reyes Magos, que se celebra del 4 al 8 de enero en la ciudad de Huancavelica, Perú.

## Historia
Los Quichca Machos es una agrupación de actores y danzantes que se encargan de alegrar y amenizar la fiesta del Niño Occe o fiesta de los Reyes Magos,una de las festividades religiosas que celebra Huancavelica entre el 4 y el 8 de enero.
Cada año, los Quichca Machos vestidos con sus pantalones y casacas negras de bayeta, bordados con hilos de colores por los bordes, con una gorra también de varios colores y una máscara de madera que muestra a un viejo sonriente, presiden alegremente la entrada de la procesión en búsqueda del niño Jesús.
Su labor es alegrar el recorrido mediante sus picardías, juegos, logrando hacer reír a los que participan de la fiesta. También, se encargan de mantener el orden y despejar los espacios para que los danzantes y músicos puedan transitar con normalidad.
Desde el 2013 la agrupación que conforman a los Quichca Machos esperan que sean reconocidos como patrimonio cultural de Huancavelica.